# Geologija područja Velikog kanjona
Geologija područja Velikog kanjona uključuje jedan od najcjelovitijih i najproučenijih slojeva stijena na Zemlji. Gotovo 40 glavnih slojeva sedimentnih stijena s područja Grand Canyona i Nacionalnog parka Grand Canyon stari su u rasponu od oko 200 milijuna do gotovo 2 milijarde godina. Većina slojeva je taložena u toplim, plitkim morima i u blizini prastarih, davno nestalih morskih obala u zapadnoj Sjevernoj Americi. Zastupljeni su morski i kopneni sedimenti, uključujući litificirane (okamenjene) pješčane dine iz nekadašnje pustinje. Postoji najmanje 14 poznatih diskordancija u geološkom zapisu pronađenome u Grand Canyonu.
Podizanje regije započelo je prije oko 75 milijuna godina tijekom Laramidske orogeneze; događaja izdizanja planina koji je u velikoj mjeri zaslužan i za stvaranje Stjenovitih planina na istoku. Visoravan Colorado ukupno je bila podignuta za procijenjenih 3.2 km (2 milje). Susjedna Basin and Range provincija, koja se nalazi zapadno, počela je nastajati pred oko 18 milijuna godina kao rezultat istezanja Zemljine kore. Splet rijeka koje su tekle kroz današnji istočni Veliki kanjon ispraznjivale su se u današnjoj donjoj Basin and Range provinciji. Otvaranje Kalifornijskog zaljeva pred oko 6 milijun godina omogućilo je velikoj nekadašnjoj rijeci da presječe put sjeveroistočno od zaljeva. Nova je rijeka zahvatila stariji splet rijeka da bi formirala prastaru rijeku Colorado, koja je zauzvrat počela formirati Veliki kanjon.